# Beraim
Beraim is een bestuurslaag in het regentschap Centraal-Lombok van de provincie West-Nusa Tenggara, Indonesië. Beraim telt 6801 inwoners (volkstelling 2010).